# Гарин, Фабиан Абрамович
Фабиан Абрамович Гарин (14 октября 1895, Киев — 2 апреля 1990, Москва) — советский писатель

, редактор, фронтовой корреспондент.

## Биография
Во время Гражданской войны был редактором многотиражной газеты агитпоезда Реввоенсовета Южного фронта. Окончил Киевский политехнический институт (1924). Работал в газете «Гудок». 
Участник Великой Отечественной войны. Служил в редакции газеты «На разгром врага» 29-й армии. В 1942 году был контужен. Участвовал в Калининских оборонительной и наступательной, Ржевско-Вяземской и Ржевско-Сычёвской операциях. С 1943 года был специальным корреспондентом газеты в 8-м гвардейском механизированном корпусе. Участвовал в Демянской операции, Курской битве, Белгородско-Харьковской, Киевской оборонительной, Житомирско-Бердичевской, Корсунь-Шевченковской, Проскуровско-Черновицкой, Львовско-Сандомирской, Варшавско-Познанской, Восточно-Померанской и Берлинской операциях. 15 июля 1944 года был ранен. Закончил войну в звании гвардии майора.
Член Союза писателей СССР с 1957 года.
Похоронен в Москве на Введенском кладбище.

## Награды
- орден Отечественной войны I степени (11.03.1985)
- 2 ордена Красной Звезды (04.06.1944; 21.03.1945)
- медаль «За боевые заслуги» (17.09.1942)
- медаль «За трудовое отличие» (28.10.1967)
- другие медали
- Почётная Грамота Президиума Верховного Совета РСФСР (14.10.1985)

## Произведения

### Проза
- На полюс: Сб. статей и рассказов о завоевании Северного полюса / Сост. Ф. Гарин и Н. Подорольский. — М.: Молодая гвардия, 1937.
- Мастера искусств депутаты Верховного Совета СССР. Сборник материалов, опубликованных в печати за время предвыборной и выборной кампании в Верховный Совет СССР. / Сост. Е. Весенин, Фаб. Гарин. М.: Искусство, 1938. — 183 с.
- Изгнание Наполеона. М., 1948[1]
- Командующий фронтом: Исторический роман. М., 1956[2]
- Таинственная бутылка: Повесть. М., 1958 (В библиотеку школьника)
- Где же вы теперь, друзья-однополчане?: Записки военного корреспондента. Ярославль, 1959
- Цветы на танках: Повесть. М., 1963
- Василий Блюхер: Исторический роман: В 2 частях. М., 1963-67[3]
- Запоздалое письмо: Историческая повесть. М., 1972[4]
- Я любил их больше всех. М., 1973[5]